# Dolomieu (Isère)
Pour les articles homonymes, voir Dolomieu.
Dolomieu est une commune française située dans le département de l'Isère, région Auvergne-Rhône-Alpes.
Historiquement rattachée à la province royale du Dauphiné et plus précisément positionnée dans la partie orientale du plateau de l'Isle Crémieu, la paroisse de Dolomieu, devenue ensuite une commune en 1789, est adhérente à la communauté de communes Les Vals du Dauphiné depuis le 1er janvier 2017 et dont le siège est fixé à La Tour-du-Pin, également chef lieu de l'arrondissement.
Dolomieu est la commune natale de Déodat Gratet de Dolomieu (1750-1801), célèbre géologue et minéralogiste qui a découvert la dolomie et a laissé son nom seigneurial au massif des Dolomites en Italie du nord. Ses habitants sont dénommés les Dolomois.

## Géographie

### Situation et description
Dolomieu est une localité du Nord-Isère, située à 7,5 km au nord de l'agglomération de La Tour-du-Pin et à 9 km au sud de Morestel.
Son altitude varie de 260 m à 454 m avec une altitude moyenne de 350 mètres qui lui permet de dominer la vallée du Rhône au nord et la vallée de la Bourbre au sud, la mairie se situant à 410 m.
Le bourg, à l'aspect encore très rural, présente la caractéristique d'abriter encore de très nombreuses maisons au caractère dauphinois, avec leurs toits à quatre pans en tuiles écailles et bordés de coyaux.
Le centre de la commune se situe (par les voies routières) à 63 km du centre de Lyon, préfecture de la région Auvergne-Rhône-Alpes et à 75 km de Grenoble, préfecture du département de l'Isère ainsi qu'à 350 km de Marseille et 532 km de Paris.

### Communes limitrophes

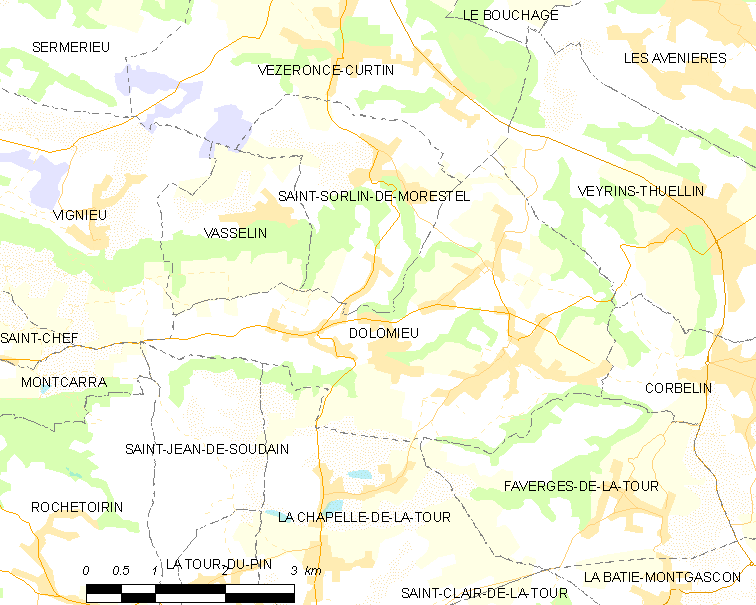
Plan de Dolomieu et des communes limitrophes

### Géologie
La commune se situe en lisière des Terres froides septentrionales situées au sud-est de son territoire et le plateau de l'Isle Crémieu, situé plus à l'ouest. Il s'agit d'un ensemble de collines molassiques dont la géologie se rapproche de celle du Bugey. Le secteur est également parsemé de blocs erratiques lié à la présence du glacier des Alpes durant la préhistoire.

### Climat
Pour des articles plus généraux, voir Climat d'Auvergne-Rhône-Alpes et Climat de l'Isère.
En 2010, le climat de la commune est de type climat océanique altéré, selon une étude du Centre national de la recherche scientifique s'appuyant sur une série de données couvrant la période 1971-2000. En 2020, Météo-France publie une typologie des climats de la France métropolitaine dans laquelle la commune est exposée à un climat de montagne ou de marges de montagne et est dans la région climatique Alpes du nord, caractérisée par une pluviométrie annuelle de 1 200 à 1 500 mm, irrégulièrement répartie en été.
Pour la période 1971-2000, la température annuelle moyenne est de 10,8 °C, avec une amplitude thermique annuelle de 17,6 °C. Le cumul annuel moyen de précipitations est de 1 162 mm, avec 10,3 jours de précipitations en janvier et 7,1 jours en juillet. Pour la période 1991-2020, la température moyenne annuelle observée sur la station météorologique de Météo-France la plus proche, « Pont-de-Beauvoisin », sur la commune du Pont-de-Beauvoisin à 16 km à vol d'oiseau, est de 11,8 °C et le cumul annuel moyen de précipitations est de 1 166,3 mm,. Pour l'avenir, les paramètres climatiques de la commune estimés pour 2050 selon différents scénarios d'émission de gaz à effet de serre sont consultables sur un site dédié publié par Météo-France en novembre 2022.

### Voies de communication
Le territoire communal est situé en dehors des grands axes de circulation. Le hameau de Morthelaize, situé à moins de trois kilomètres du bourg, est traversé par la RD16, route départementale qui relie Morestel à La Tour-du-Pin.

### Transports publics

#### Transports routiers
Le territoire communal de Dolomieu est desservi par une ligne régulière d'autocars départementaux :
- Ligne 1010 Morestel ↔ La Tour-du-Pin

La ligne d'autobus LTP01 Dolomieu - Montcarra - La Tour-du-Pin permet de se rendre au marché de la Tour du Pin.

#### Autres transports
La gare ferroviaire la plus proche de Dolomieu est la gare de La Tour-du-Pin, située à moins de cinq kilomètres du centre de la commune. Cette gare SNCF est desservie par des trains TER Auvergne-Rhône-Alpes.

## Urbanisme

### Typologie
Au 1er janvier 2024, Dolomieu est catégorisée commune rurale à habitat dispersé, selon la nouvelle grille communale de densité à sept niveaux définie par l'Insee en 2022.
Elle appartient à l'unité urbaine de La Tour-du-Pin, une agglomération intra-départementale regroupant 15  communes, dont elle est une commune de la banlieue,,. La commune est en outre hors attraction des villes,.

### Occupation des sols
L'occupation des sols de la commune, telle qu'elle ressort de la base de données européenne d’occupation biophysique des sols Corine Land Cover (CLC), est marquée par l'importance des territoires agricoles (64,9 % en 2018), en diminution par rapport à 1990 (71,6 %). La répartition détaillée en 2018 est la suivante :
zones agricoles hétérogènes (36,9 %), terres arables (24,9 %), zones urbanisées (21,5 %), forêts (13,7 %), prairies (3,1 %). L'évolution de l’occupation des sols de la commune et de ses infrastructures peut être observée sur les différentes représentations cartographiques du territoire : la carte de Cassini (XVIIIe siècle), la carte d'état-major (1820-1866) et les cartes ou photos aériennes de l'IGN pour la période actuelle (1950 à aujourd'hui).

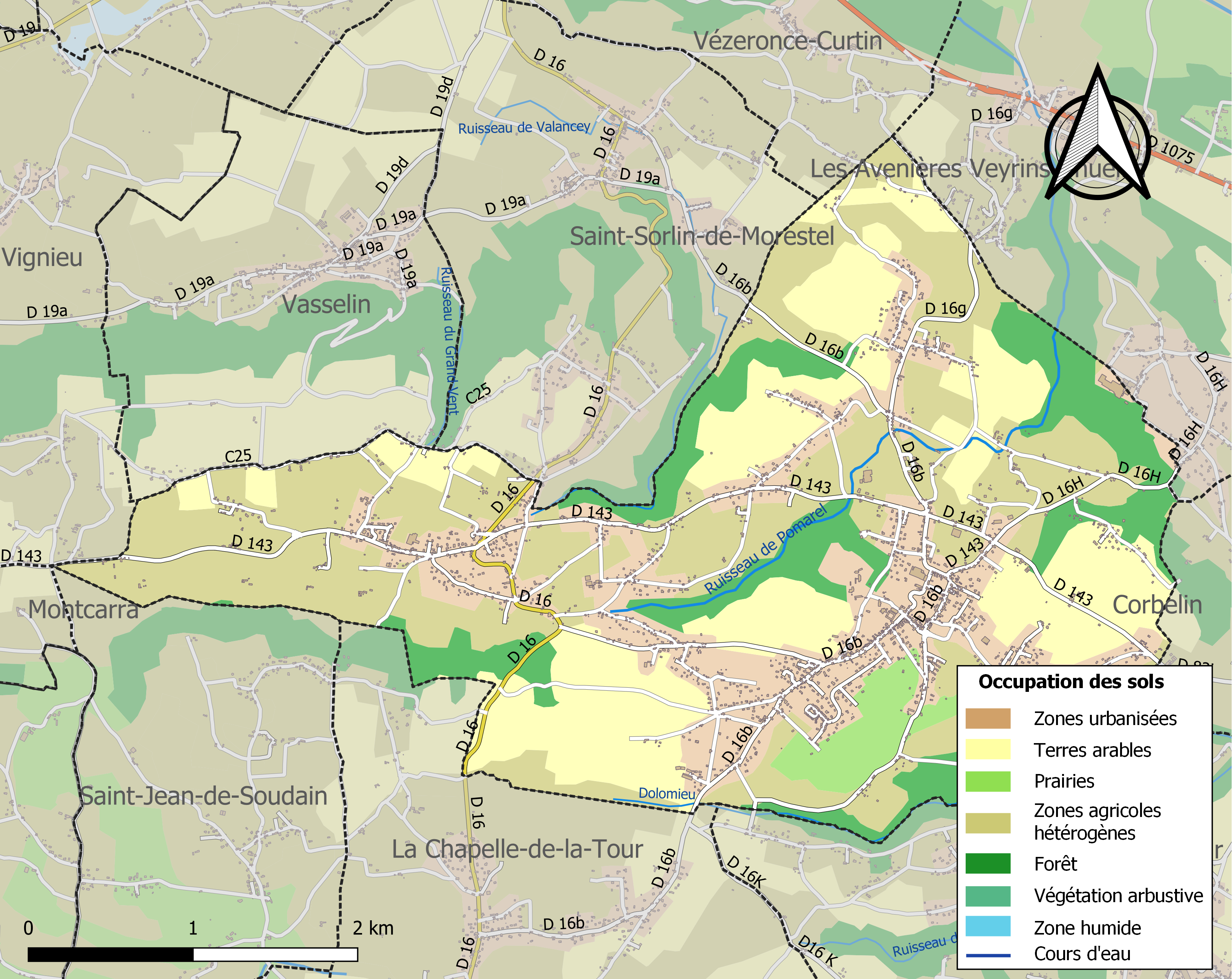
Carte des infrastructures et de l'occupation des sols de la commune en 2018 (CLC).

### Hameaux, lieux-dits et écarts
Voici, ci-dessous, la liste la plus complète possible des divers hameaux, quartiers et lieux-dits résidentiels urbains comme ruraux qui composent le territoire de la commune de Dolomieu, présentés selon les références toponymiques fournies par le site géoportail de l'Institut géographique national.
| - Couvérier - le Fournier - Drue - Rabatabœuf - le Rivier - Au Bois - le Michoud - le Peillet - Vignozet | - la Chapite - Morthelaize - la Frette - Petite Frette - le Buisson - Vinard - Berre - Lancelot - Sibuet | - les Léchères - Retanière - Véronin - Montcorbet - le Mollard - Janin - Guinet - Croix Drogue - Rompay |

### Risques naturels et technologiques

#### Risques sismiques
L'ensemble du territoire de la commune de Dolomieu est situé en zone de sismicité no 3 (sur une échelle de 1 à 5), comme la plupart des communes de son secteur géographique.
| Type de zone | Niveau            | Définitions (bâtiment à risque normal) |
| ------------ | ----------------- | -------------------------------------- |
| Zone 3       | Sismicité modérée | accélération = 1,1 m/s2                |

## Toponymie
La cité était dénommée Doloimeiacum et in vico qui vocatur Doloimepacus au VIIe siècle, puis Dolomeium au XIIIe siècle. Le nom serait lié à l'évolution du nom d'un domaine gallo-romain portant le suffixe « -acum » et d´un nom propre non identifié.
Selon Jean Filleau, auteur d'un Dictionnaire toponymique des communes de l'Isère, le nom de Dolomieu pourrait provenir du celte « doliacos », signifiant promontoire ou de « Lomiacus », (dérivant de ulmus), signifiant le pays des ormes.

## Histoire

### Préhistoire et Antiquité
Au début de l'Antiquité, le territoire de la tribu gauloise des Allobroges s'étendait sur la plus grande partie des pays qui seront nommés plus tard la Sapaudia (ce « pays des sapins » deviendra la Savoie) et au nord de l'Isère.
Les Allobroges, comme bien d'autres peuples gaulois, sont une « confédération ». En fait, les Romains donnèrent, par commodité le nom d'Allobroges à l'ensemble des peuples gaulois vivant dans la civitate (cité) de Vienne, à l'ouest et au sud de la Sapaudia.

### Moyen Âge et Temps modernes

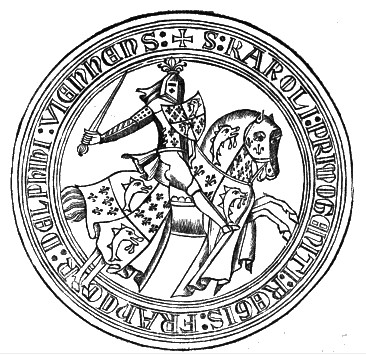
Le sceau delphinal de Charles de France, alors premier des dauphins de Viennois de la maison de France.

Durant l'époque médiévale, un château-fort se situait au hameau des Crollières et fut probablement construit au cours du XIe siècle. Vers 1270, ce château fut le siège d'une châtellenie, ou mandement, de la baronnie de La Tour-du-Pin, mais très disputée par les Comtes de Savoie.
Le traité de 1355, conclu entre le comte Amédée VI, et le dauphin Charles, fils du roi de France Jean II le Bon, mit fin, du moins en droit, à toute contestation, et le château de Dolomieu, ainsi que les domaines en dépendant, devinrent alors terre delphinale.
Au début du XVIIe siècle, les châtelains de Dolomieu qui avaient reçu cette terre de la part de la couronne de France portent définitivement le titre de « Seigneur de Dolomieu », transformé plus tard en celui de « Marquis de Dolomieu. » Il s'agit de la famille Gratet qui prit dès lors le nom de Gratet de Dolomieu. Cette famille portait également le titre de comte de Saint-Paul, seigneur de Thuellin et de Saint-Didier.

### Époque contemporaine
La commune a longtemps été liée à l'industrie textile, jusque dans les années 1970.

## Politique et administration

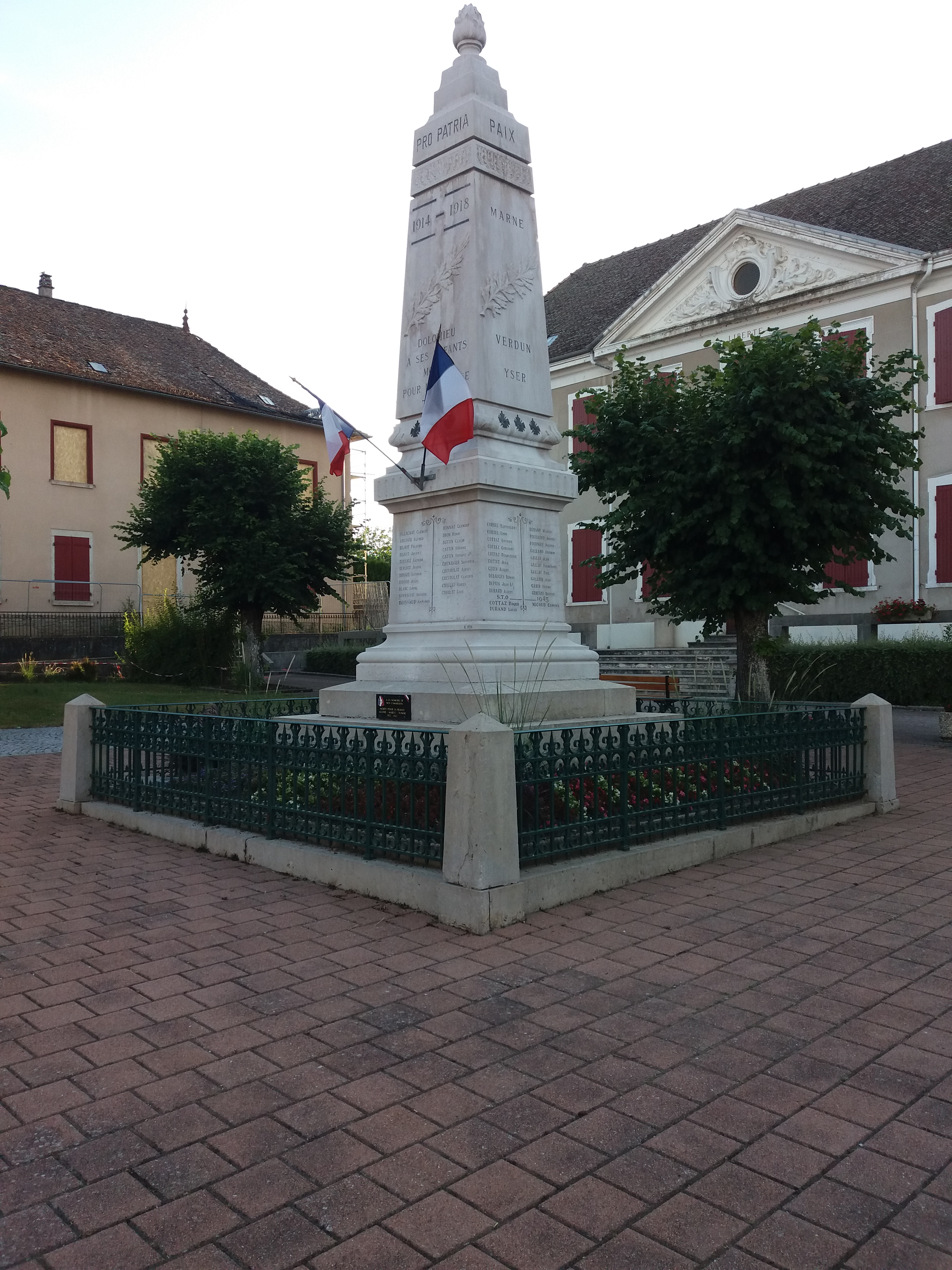
Monument aux morts et Hôtel de ville de Dolomieu.

### Administration municipale
En 2020, le conseil municipal de Dolomieu est composé de vingt-trois membres (douze femmes et onze hommes) dont une maire, cinq adjoints au maire et trois conseillers municipaux délégués.

### Liste des maires
| Période                                  | Période                      | Identité                        | Étiquette | Qualité |
| ---------------------------------------- | ---------------------------- | ------------------------------- | --------- | --- |
| Les données manquantes sont à compléter. |                              |                                 |           | |
| av.1937                                  |                              | Pierre-Marius Nemoz (1881-1965) | SFIO      | |
| 1944                                     | 1959                         | André Rojon                     |           | |
|                                          |                              | Gilbert Rivier                  |           | |
| 1966                                     | 1977                         | Martin Jung                     |           | |
|                                          |                              | René Malley                     |           | |
| mars 1989                                | mars 2001                    | Maurice Claudel                 |           | Maire honoraire |
| mars 2001                                | novembre 2002                | Jean Monnet                     |           | |
| décembre 2002                            | mars 2014                    | Patrick Bourdaret               | DVD       | |
| mars 2014                                | juillet 2020                 | André Bejuit                    | DVG       | Retraité de la fonction publique                                                                                         |
| juillet 2020                             | En cours (au 2 février 2022) | Delphine Hartmann               | Agir      | Infirmière Conseillère départementale de La Tour-du-Pin (2021 → ) 13e vice-présidente du conseil départemental (2021 → ) |

### Tendances politiques et résultats
| Scrutin             | Scrutin             | 1er tour | 1er tour | 1er tour | 1er tour | 1er tour | 1er tour | 1er tour | 1er tour  | 1er tour | 1er tour | 1er tour | 1er tour | 2d tour | 2d tour | 2d tour | 2d tour | 2d tour | 2d tour |
| Scrutin             | Scrutin             | 1er      | 1er      | %        | 2e       | 2e       | %        | 3e       | 3e        | %        | 4e       | 4e       | %        | 1er     | 1er     | %       | 2e      | 2e      | %       |
| ------------------- | ------------------- | -------- | -------- | -------- | -------- | -------- | -------- | -------- | --------- | -------- | -------- | -------- | -------- | ------- | ------- | ------- | ------- | ------- | ------- |
| Présidentielle 2017 | Présidentielle 2017 |          | FN       | 32,18    |          | EM       | 18,70    |          | LR        | 16,84    |          | LFI      | 16,01    |         | EM      | 50,53   |         | FN      | 49,47   |
| Présidentielle 2022 | Présidentielle 2022 |          | RN       | 32,25    |          | LREM     | 23,89    |          | LFI       | 16,00    |          | REC      | 8,15     |         | RN      | 53,03   |         | LREM    | 46,97   |
| Législatives 2022   | 10e                 |          | RN       | 34,51    |          | Ren-Ens  | 23,60    |          | LFI-Nupes | 21,83    |          | LR       | 6,66     |         | RN      | 53,63   |         | Ren     | 46,37   |
| Législatives 2024   | 10e                 |          | RN       | 49,42    |          | LFI-NFP  | 21,30    |          | Ren-Ens   | 21,19    |          | LR       | 6,77     |         | RN      | 62,75   |         | LFI     | 37,25   |

### Jumelages
Dolomieu est jumelée avec la commune d'Agordo dans la région Vénétie en Italie, depuis le 31 octobre 2005. Ce jumelage a été réalisé par Renzo Gavas, maire de la commune d'Agordo, et Patrick Bourdaret, maire de Dolomieu. L'objectif est de "consolider la connaissance et l'amitié entre les deux communes, dans l'esprit d'un lien historique ayant pour protagoniste l'illustre Déodat Gratet de Dolomieu.

## Population et société

### Démographie
L'évolution du nombre d'habitants est connue à travers les recensements de la population effectués dans la commune depuis 1793. Pour les communes de moins de 10 000 habitants, une enquête de recensement portant sur toute la population est réalisée tous les cinq ans, les populations de référence des années intermédiaires étant quant à elles estimées par interpolation ou extrapolation. Pour la commune, le premier recensement exhaustif entrant dans le cadre du nouveau dispositif a été réalisé en 2007.

En 2022, la commune comptait 3 188 habitants, en évolution de +2,08 % par rapport à 2016 (Isère : +3,07 %, France hors Mayotte : +2,11 %).
| 1793  | 1800  | 1806  | 1821  | 1831  | 1836  | 1841  | 1846  | 1851  |
| ----- | ----- | ----- | ----- | ----- | ----- | ----- | ----- | ----- |
| 1 242 | 1 408 | 1 344 | 1 622 | 2 006 | 2 124 | 2 202 | 2 236 | 2 292 |

| 1856  | 1861  | 1866  | 1872  | 1876  | 1881  | 1886  | 1891  | 1896  |
| ----- | ----- | ----- | ----- | ----- | ----- | ----- | ----- | ----- |
| 2 224 | 2 240 | 2 352 | 2 487 | 2 560 | 2 527 | 2 511 | 2 400 | 2 279 |

| 1901  | 1906  | 1911  | 1921  | 1926  | 1931  | 1936  | 1946  | 1954  |
| ----- | ----- | ----- | ----- | ----- | ----- | ----- | ----- | ----- |
| 2 191 | 2 088 | 2 016 | 1 785 | 1 715 | 1 601 | 1 502 | 1 322 | 1 307 |

| 1962  | 1968  | 1975  | 1982  | 1990  | 1999  | 2006  | 2007  | 2012  |
| ----- | ----- | ----- | ----- | ----- | ----- | ----- | ----- | ----- |
| 1 256 | 1 283 | 1 348 | 1 662 | 2 135 | 2 369 | 2 735 | 2 787 | 3 025 |

| 2017  | 2022  | - | - | - | - | - | - | - |
| ----- | ----- | - | - | - | - | - | - | - |
| 3 167 | 3 188 | - | - | - | - | - | - | - |

La population est maintenant composée de nombreux habitants, travaillant dans les villes de la région, notamment Lyon, Chambéry, Grenoble.

### Enseignement
La commune est rattachée à l'académie de Grenoble et compte trois écoles dont deux écoles publiques (l'école élémentaire Elie Cartan et l'école maternelle Charles Perrault) et une école privée (l'école privée des Forges - Sacré-Cœur).

### Équipement sportif et culturel
La commune gère une médiathèque et un stade. Dolomieu compte un club de football, créé en 1938, l’Union Sportive Dolomoise (USD).

### Médias

#### Presse écrite
Historiquement, le quotidien à grand tirage Le Dauphiné libéré consacre, chaque jour, y compris le dimanche, dans son édition du Nord-Isère, un ou plusieurs articles à l'actualité à la communauté de communes et du canton ainsi que des informations sur les éventuelles manifestations locales, les travaux routiers, et autres événements divers à caractère local.

#### Presse audiovisuelle
La commune est située sur l'aire de diffusion de radio Ici Isère, une radio publique qui émet sur tout le territoire du département de l'Isère.

### Cultes

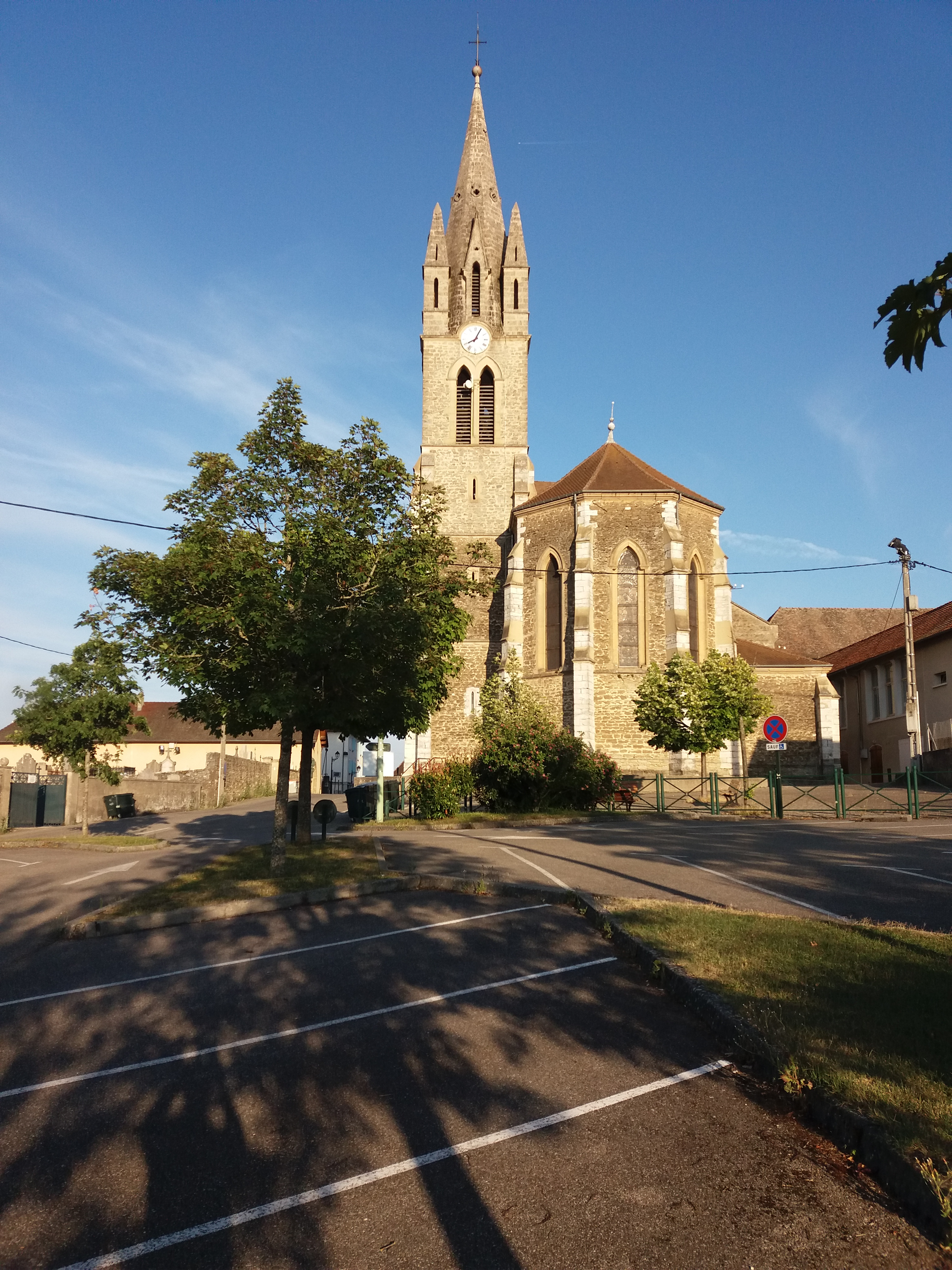
Église Saint-Paul de Dolomieu.

La communauté catholique et l'église Saint-Paul de Dolomieu (propriété de la commune) sont desservies par la paroisse Sainte-Anne qui est, elle-même, rattachée au diocèse de Grenoble-Vienne.

## Économie

### Secteur agricole
Au niveau local, l'association Terraval'D traite des questions agricoles et rurales sur le territoire des communes adhérentes de la communauté des Vals du Dauphiné en lien la Chambre d'Agriculture de l'Isère. Il s'agit d'une organisation mettant en place un lieu de rencontre entre les agriculteurs, les élus et les partenaires socio-professionnels afin de « confronter les idées, faciliter les projets voire porter des projets collectifs apportant un "plus" pour les acteurs et pour le territoire ».

## Culture locale et patrimoine

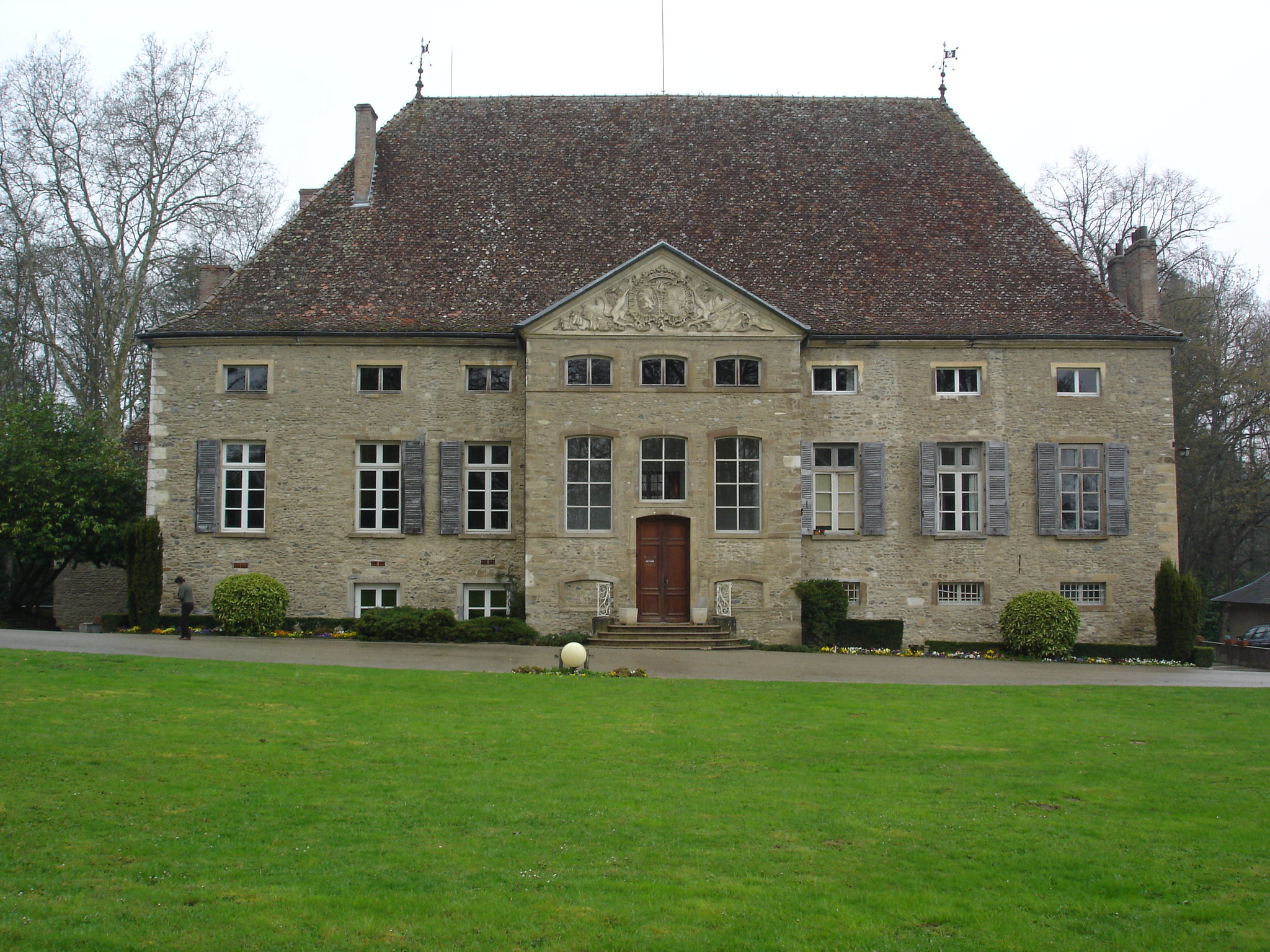
Château de Dolomieu

### Lieux et monuments

#### Château de Buffières
Le château des seigneurs de Dolomieu, enregistré aux Monuments historiques, sous le nom de Château de Buffières date du XVIIe siècle. L'écrivain et historien local Éric Tasset le présente comme un château typique de la région.
L'édifice, rénové au XXIe siècle, est inscrit partiellement au titre des monuments historiques par arrêté du 8 février 1991 (façades et toitures ; à l'intérieur : pièces principales avec cheminées, escalier en ferronnerie ; bâtiment des écuries).

#### Monument aux morts
Le monument aux morts de Dolomieu a été inauguré le dimanche 6 août 1922. D'une facture très simple et dépouillée il se présente sous la forme d'un pilier commémoratif constitué par une colonne quadrangulaire avec la représentation d'une flamme à son sommet avec comme inscription principale : « Dolomieu à ses enfants morts pour la France ».

#### Autres lieux et monuments
- Église paroissiale Saint-Paul, édifice religieux de rite catholique construit entre 1865 et 1868 et consacré par l'évêque de Grenoble Le 4 juillet 1889. L'église a été construite sous la forme d’une basilique à trois nefs sans transept. A droite du chœur, le clocher s'élève à 39 mètres dont 17 mètres de flèche. La grande nef a 48 mètres de longueur, 10 mètres de largeur, et 12 mètres 50 de hauteur[42].
- Café de la Place (place de la Mairie), de 1873, classé par le Guide des cafés historiques et patrimoniaux d'Europe[43].
- Maison natale du mathématicien Élie Cartan et dont le père était maréchal-ferrant dans le bourg.
- Butte du château de Crolière.

### Patrimoine naturel
Le secteur de l'étang de Dolomieu et du ruisseau du Pissoud situé dans la partie méridionale du territoire communal a été classé en ZNIEFF. Du fait de son isolemment celle-ci héberge une espèce devenue rare dans la région, l’écrevisse à pattes blanches (Austropotamobius pallipes), classée comme espèce en danger par l’Union internationale pour la conservation de la nature (UICN).

### Patrimoine et tradition orales

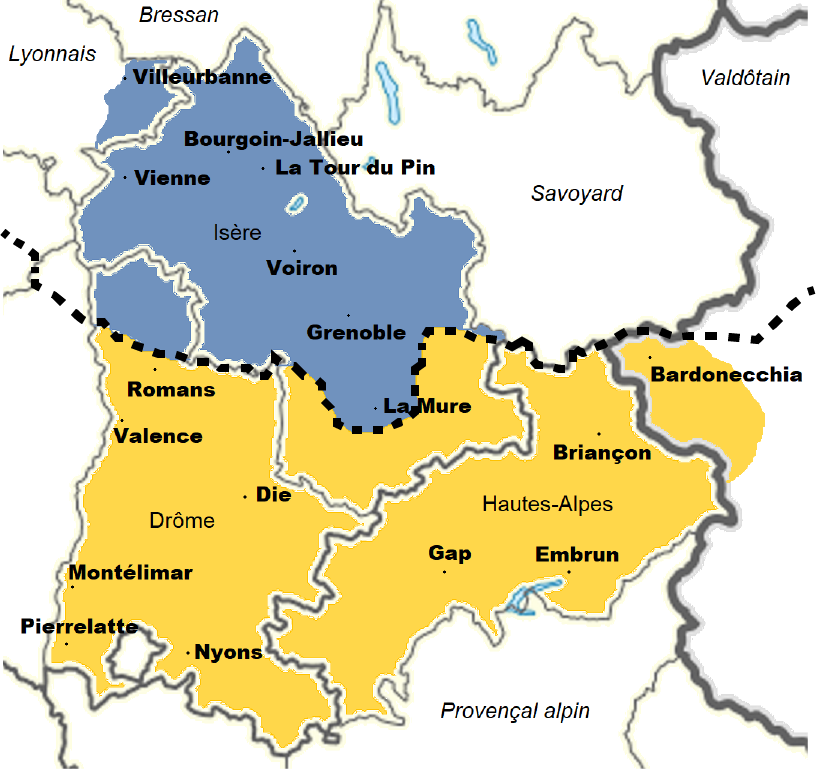
Carte linguistique du Dauphiné : Le dauphinois est un dialecte arpitan parlé dans le nord du Dauphiné

#### Langue régionale
Sur le plan linguistique, le territoire de Dolomieu et de l'ensemble du Nord-Isère se situe dans la partie centrale du domaine historique des patois dauphinois, laquelle appartient au domaine de la langues dite francoprovençal ou arpitan au même titre que les parlers savoyards, vaudois, Valdôtains, bressans et foréziens,.
L'idée du terme, « francoprovençal », attribué à cette langue régionale parlée dans la partie centre-est de la France, différente du français, dit langue d'oil et de l'occitan, dit langue d'oc est l'œuvre du linguiste et patriote italien Graziadio Isaia Ascoli en 1873 qui en a identifié les caractéristiques, notamment dans le Grésivaudan, les pays alpins et la vallée de l'Isère, depuis sa source jusqu'à sa confluence avec le Rhône.

### Personnalités liées à la commune

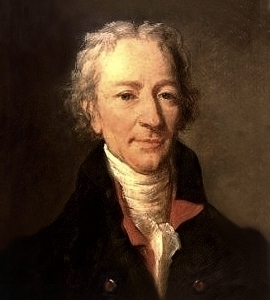
Déodat de Dolomieu.

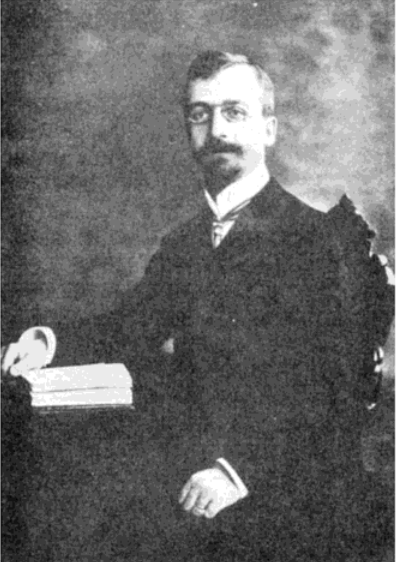
Élie Cartan.

Personnalités historiques nées à Dolomieu :

#### Déodat Gratet de Dolomieu
Déodat Gratet de Dolomieu (1750, Dolomieu - 1801, Curbigny, Saône-et-Loire)  est un aristocrate issu de la maison de Dolomieu, qui participa à l'expédition d'Égypte dirigée par le général Bonaparte. Son frère aîné Adolphe de Gratet, fut le dernier à porter le titre de marquis de Dolomieu.
Déodat est surtout connu comme le géologue dont le nom fut donné à un minéral (la dolomite), à une roche (la dolomie), et donc par extension à massif montagneux des Préalpes (les Dolomites) où ces roches sont particulièrement remarquables,.
Toujours en référence à ce scientifique, le nom de Dolomieu a également été attribué à un cratère volcanique situé au sommet du Piton de la Fournaise sur l'île de La Réunion. Le nom scientifique d'une espèce de poissons d'eau douce, Micropterus dolomieu, est également lié à ce scientifique ainsi qu'une rue de Paris.

#### Autres personnalités
- Charles-Emmanuel Gratet de Dolomieu (1752-1789), prêtre et homme politique né à Dolomieu, député du clergé aux États généraux de 1789.
- Élie Cartan (1869, Dolomieu- 1951, Paris), mathématicien, professeur à la Faculté des Sciences de Paris et à l'École Supérieure de Physique et de Chimie Industrielles, membre de l'Académie des Sciences.
- Émile Simonod (1893, Dolomieu - 1977). Céramiste, peintre et musicien.
- François Cuzin (1914, Dolomieu - 1944). Neveu d'Elie Cartan. Agrégé de philosophie, enseigna au collège Gassendi à Digne-les-Bains, exécuté pour faits de résistance le 19 juillet 1944.

### Héraldique
|  | Dolomieu (Isère) possède des armoiries dont l'origine et le blasonnement exact ne sont pas disponibles. |